# Nathan Wachtel
Pour les articles homonymes, voir Wachtel.
Nathan Wachtel, né le 8 avril 1935 à Metz est un historien et un anthropologue français, spécialiste de l'Amérique latine.

## Biographie
Nathan Wachtel naît à Metz le 8 avril 1935. Agrégé d'histoire en 1963, il prépare une thèse en histoire qu'il soutient en 1969. Il consacre ses recherches à la vision de la conquête espagnole par les populations du Pérou, en se basant sur les sources orales et les sources écrites incas en espagnol.
Nommé directeur d'études à l'École des hautes études en sciences sociales en 1976, il est professeur au Collège de France de 1992 à 2005, où il est titulaire de la chaire d'Histoire et d'anthropologie des sociétés méso-américaines et sud- américaines. Nathan Wachtel est considéré comme le meilleur spécialiste de ces sociétés, en particulier des marranes au Brésil. Ses recherches se basent sur les archives de l'Inquisição na América, essentiellement dans les procès contre les judaïsants.

## Publications
- La vision des vaincus. Les Indiens du Pérou devant la conquête espagnole (1530-1570), Gallimard, 1971[4].
- Mémoires juives (avec Lucette Valensi), Gallimard, 1986.
- Le retour des ancêtres. Les Indiens urus de Bolivie, XXe-XVIe siècle. Essai d'histoire régressive, Gallimard, 1990.

Prix Louis Castex de l’Académie française en 1991.
- Dieux et vampires. Retour à Chipaya, Éditions du Seuil, La Librairie du XXIe siècle, 1992.
- La foi du souvenir. Labyrinthes marranes, Éditions du Seuil, La Librairie du XXIe siècle, 2001.
- La logique des bûchers, Éditions du Seuil, 2009  (ISBN 9782020846530).

Prix Guizot de l’Académie française en 2010
- Mémoires marranes. Itinéraires dans le sertao du nordeste brésilien, Éditions du Seuil, 2011  (ISBN 9782021038712).
- Entre Moïse et Jésus : études marranes, XVe-XXIe siècle, CNRS éditions, 2013  (ISBN 9782271078254).
- Des archives aux terrains, Éditions du Seuil, 2014  (ISBN 978-2-02-109810-5).
- Paradis du Nouveau Monde, Fayard, 2019.
- Sous le ciel de l’Éden. Juifs portugais, métis & indiens. Une mémoire marrane au Pérou ?, Chandeigne, 2020.